# You (serie de televisión)
You es una serie de televisión estadounidense de suspenso psicológico desarrollada por Greg Berlanti y Sera Gamble. Producida por Warner Horizon Television, en asociación con Alloy Entertainment y A&E Studios, la primera temporada se basa en la novela homónima de 2014 de Caroline Kepnes y sigue a Joe Goldberg, un gerente de librería y asesino en serie de Nueva York que cuando se enamora desarrolla rápidamente una obsesión extrema, tóxica y delirante. Cuenta con Penn Badgley y Elizabeth Lail como protagonistas en la primera temporada y Luca Padovan, Zach Cherry y Shay Mitchell en papeles secundarios. Para la segunda temporada, Victoria Pedretti se unió a Badgley como protagonista, y Ambyr Childers fue promovida al elenco principal, junto a las incorporaciones de James Scully, Jenna Ortega y Carmela Zumbado.
La serie se estrenó en Lifetime el 9 de septiembre de 2018 en los Estados Unidos y se lanzó en Netflix internacionalmente el 26 de diciembre de 2018. La serie atrajo una audiencia limitada en Lifetime antes de volverse más popular y un éxito crítico para Netflix, con más de 40 millones de espectadores habiendo visto en streaming la primera temporada después de su debut en el servicio de streaming. El 26 de julio de 2018, antes del estreno de la serie, Lifetime anunció que la había renovado para una segunda temporada basada en la novela de continuación de Kepnes Hidden Bodies. El 3 de diciembre de 2018, se anunció que la serie se trasladaría a Netflix como un título original de Netflix. La segunda temporada se lanzó exclusivamente en Netflix el 26 de diciembre de 2019. El 14 de enero de 2020, la serie fue renovada para una tercera temporada por Netflix, que se lanzó el 15 de octubre de 2021, con Badgley y Pedretti retomando sus papeles. En octubre de 2021 antes del estreno de la tercera temporada, Netflix anuncio la renovación de la serie para una cuarta temporada. En marzo de 2023 se anunció que Netflix renovara la serie para una quinta temporada, que también será la última, la cual se estrenará el 24 de abril de 2025.

## Sinopsis
La primera temporada sigue la historia de Joe Goldberg, (Penn Badgley) gerente de una librería de Nueva York que, al conocer a Guinevere Beck, (Elizabeth Lail), una aspirante a escritora, se encapricha de ella. Alimenta su obsesión tóxica utilizando las redes sociales y otras tecnologías para rastrear su presencia, vigilarla en su casa y eliminar los obstáculos a su "romance", incluidos sus amigos y su exnovio.
En la segunda temporada, Joe Goldberg se muda de Nueva York a Los Ángeles para escapar de su pasado y empieza de nuevo con una nueva identidad para evitar a su exnovia Candace (Ambyr Childers), que busca venganza por haberla enterrado viva antes de la primera temporada. Cuando conoce a la ávida chef Love Quinn, (Victoria Pedretti), Joe empieza a caer en sus viejos patrones de obsesión y violencia. Mientras Joe intenta forjar un nuevo amor en la ciudad de los Ángeles, se esfuerza por que su relación con Love tenga éxito a toda costa para evitar el destino de sus anteriores intentos románticos. Sin que él lo sepa, Love tiene oscuros secretos.
En la tercera temporada, Joe y Love están casados y crían a su hijo recién nacido, Henry, en el suburbio californiano de Madre Linda. A medida que la dinámica de su relación da un nuevo giro, Joe sigue repitiendo el ciclo de obsesión con un creciente interés por Natalie, (Michaela McManus), la vecina de al lado, y la bibliotecaria local Marienne (Tati Gabrielle).  Esta vez, Love se asegura de que su sueño de tener la familia perfecta no será arrancado tan fácilmente por las acciones compulsivas de Joe.
En la cuarta temporada, Joe asume una nueva identidad como profesor universitario en Londres, manteniendo un perfil bajo tras haber fingido su muerte. Sin embargo, sus intentos por dejar el pasado atrás son arruinados con la aparición de un misterioso asesino en serie, que busca incriminarlo y sacar a la luz su verdadera identidad ante el mundo. Ello, y el surgimiento de una nueva obsesión, terminará enfrentando a Joe con la parte más oscura de sí mismo. 
La quinta temporada muestra a Joe volviendo a su natal Nueva York, ahora como el esposo reformado y poderoso de una magnate de los negocios. Sin embargo, la fama y la admiración también atraen la sospecha y el rencor. Antiguos fantasmas del pasado asecharan a Joe para ponerle fin a su locura, que amenaza con cobrarse a una última víctima.

## Elenco y personajes

### Principal
- Penn Badgley como Joe Goldberg / Will Bettelheim / Jonathan Moore, un asesino en serie y gerente de la librería Mooney's que acecha y luego sale con Beck en la primera temporada.[7] En la segunda temporada, él va con el nombre de Will Bettelheim y sale con Love y trabaja como empleado de una librería en Anavrin.[7] Joe es interpretado como un adolescente por Gianni Ciardiello en la primera temporada, y como un niño por Aidan Wallace en la segunda temporada. En las siguientes temporadas, el personaje tiene romances con Marienne Bellamy (brevemente), Kate Galvin (Lockwood) y Bronte (Louise Flannery).
- Elizabeth Lail como Guinevere Beck (temporada 1; invitada en temporada 2-5), una estudiante de posgrado quebrada de la Universidad de Nueva York y aspirante a escritora.[8]
- Luca Padovan como Paco (temporada 1), el joven vecino y amigo de Joe.[8]
- Zach Cherry como Ethan Russell (temporada 1), un empleado de una librería que trabaja con Joe.[8][9] 7
- Shay Mitchell como Peach Salinger (temporada 1), una socialité rica e influyente y la mejor amiga de Beck.[10]
- Victoria Pedretti como Love Quinn (temporada 2-3; Invitada  temporada 4) aspirante a chef y gurú de la salud en Los Ángeles.[11][12]Al igual que Joe, Love esconde un lado oscuro.
- Jenna Ortega como Ellie Alves (temporada 2), una adolescente que maduró rápido en la gran ciudad y hermana menor de Delilah.[13][14]
- James Scully como Forty Quinn (temporada 2, invitado: temporada 3), el amado y problemático hermano gemelo de Love.[13]
- Ambyr Childers como Candace Stone (recurrente en temporada 1; principal en temporada 2), la exnovia de Joe que lo sigue a Los Ángeles.[15][16]
- Carmela Zumbado como Delilah Alves (temporada 2), una periodista investigadora que es la hermana mayor de Ellie.[17]
- Saffron Burrows como Dottie Quinn (temporada 3; recurrente temporada 2), la madre de Love y Forty.
- Tati Gabrielle como Marienne Bellamy (temporadas 3-5), una bibliotecaria sensata que se convierte en la nueva obsesión de Joe.
- Shalita Grant como Sherry Conrad (temporada 3), una madre influencer localmente famosa, admirada por sus seguidores en las redes sociales por su personalidad bien elaborada.
- Travis Van Winkle como Cary Conrad (temporada 3), un rico, carismático, y autoproclamado fundador que arruina su propia compañía de suplementos.
- Dylan Arnold como Theodore «Theo» Engler (temporada 3), un estudiante universitario con problemas que tiene una relación tensa con su padrastro.
- Charlotte Ritchie como Kate Galvin (temporada 4-5), una directora de galería de arte temiblemente inteligente. Su novio de fiesta, Malcolm, traerá a Joe a sus vidas.
- Tilly Keeper como Lady Phoebe Borehall-Blaxworth (temporada 4-5), una influencer millonaria que es parte de la familia real. Está involucrada sentimentalmente con Adam, y tiene una personalidad dramática pero burbujeante.
- Amy Leigh Hickman como Nadia Farran (temporada 4-5), una de las estudiantes de Joe. Es franca y competitiva, y amante del género de ficción. Joe inicialmente solicita su ayuda para encontrar al asesino que lo ha estado acosando, con el pretexto de escribir una novela de misterio y asesinato.
- Ed Speleers como Rhys Montrose/Joe Goldberg (temporada 4), es un autor y aspirante a alcalde cuyas memorias sobre sus experiencias en prisión lo sacaron de la pobreza. Rápidamente forma una conexión con Joe sobre sus antecedentes personales similares. Se descubre que es la personalidad malvada de Joe.
- Lukas Gage como Adam Pratt (temporada 4), un playboy estadounidense proveniente de una familia adinerada y propietario de Sundry House, un club social de élite londinense. Está saliendo con Phoebe y tiene una relación tensa con su padre, quien siempre le reprocha su fracaso en los negocios. Es pansexual, y tiene un fetiche de ser orinado por sus subordinados masculinos.
- Madeline Brewer como Bronte/Louise Flannery (temporada 5), una dramaturga enigmática y de espíritu libre que llega a trabajar para Joe[18]
- Anna Camp en un doble papel como gemelas idénticas: [19]
  - Raegan Lockwood, una despiadada CFO de la Lockwood Corp que tiene sus ojos puestos en el trono y que odia a su hermana Kate (temporada 5)
  - Madison "Maddie" Lockwood, una socialité tres veces divorciada cuyo trabajo es vagamente PR y una maestra manipuladora (temporada 5)
- Griffin Matthews como Theodore "Teddy" Lockwood (temporada 5), un sarcástico pero leal cuñado de Joe, que era el hijo secreto de la «ayuda» del padre de Kate y que nunca fue aceptado del todo por la familia Lockwood, aparte de Kate.[19]

### Recurrente
- Daniel Cosgrove como Ron (temporada 1), oficial de libertad condicional y novio de la madre de Paco.[20]
- Kathryn Gallagher como Annika (temporada 1), una de las amigas de Beck e influyente en las redes sociales.
- Nicole Kang como Lynn (temporada 1), otra de las amigas ricas de Beck.[21]
- Victoria Cartagena como Claudia (temporada 1), la madre de Paco.
- Mark Blum como Ivan Mooney (temporada 1), el dueño de Mooney's y padre adoptivo de Joe.
- Hari Nef como Blythe (temporada 1), una estudiante graduada rival de Beck.
- John Stamos como Dr. Nicky (recurrente: temporada 1; invitado: temporada 2), terapeuta de Beck.[22][23]
- Adwin Brown como Calvin (temporada 2), gerente de Anavrin, una moderna tienda de comestibles de alta gama.[24]
- Robin Lord Taylor como Will Bettelheim (temporada 2), un hacker que trata con clientes desagradables como parte de su trabajo y cuya identidad asume brevemente Joe.[25]
- Marielle Scott como Lucy Sprecher (temporada 2), una agente literaria vanguardista y novia de Sunrise.[26]
- Chris D'Elia como Henderson (temporada 2), un famoso comediante en Los Ángeles.[27]
- Charlie Barnett como Gabe Miranda (temporada 2), un acupunturista exitoso y el amigo y confidente más antiguo de Love.[28]
- Melanie Field como Sunrise Darshan Cummings (temporada 2), una bloguera de estilo de vida y novia de Lucy.[29]
- Magda Apanowicz como Sandy Goldberg (temporada 2; invitada en temporada 3), la madre biológica de Joe.[29]
- Danny Vasquez como David Fincher (temporada 2), un oficial del LAPD.[30]
- Scott Speedman como Matthew Engler (temporada 3),[31] un exitoso empresario, marido de Natalie y padrastro de Theo.
- Michaela McManus como Natalie Engler (temporada 3), vecina de Joe con la que se obsesiona.
- Shannon Chan-Kent como Kiki (temporada 3), amiga de Sherry.
- Ben Mehl como Dante Ferguson (temporada 3), un bibliotecario invidente compañero de Joe.
- Christopher O'Shea como Andrew (temporada 3), amigo de Sherry.
- Christopher Sean como Brandon (temporada 3), marido de Kiki.
- Bryan Safi como Jackson (temporada 3), marido de Andrew.
- Mackenzie Astin como Gil Brigham (temporada 3), vecino antivacunas de Joe y Love.
- Ayelet Zurer como la Dra. Chandra (temporada 3), la terapeuta de Joe y Love.
- Mauricio Lara como Paulie (temporada 3), amigo de Joe en el orfanato.
- Scott Michael Foster como Ryan Goodwin (temporada 3), un periodista y expareja de Marienne, con quien tiene una hija.
- Aidan Cheng como Simon Soo (temporada 4), artista torturado y hermano de Sophie; se apropia ilegalmente de pinturas de artistas de clase baja.
- Niccy Lin como Sophie Soo (temporada 4), una adinerada influencer y hermana de Simon; parte del círculo cercano de Phoebe.
- Eve Austin como Gemma Graham-Greene (temporada 4), una heredera pomposa, amiga de Phoebe, que suele ser denigrante con sus subordinados.
- Ozioma Whenu como Blessing Bosede (temporada 4), una princesa nigeriana miembro del círculo cercano de Phoebe.
- Dario Coates como Connie (temporada 4), miembro del círculo cercano de Phoebe.
- Brad Alexander como Edward (temporada 4), estudiante de Joe y compañero de clases de Nadia.
- Sean Pertwee como Vincent "Vic" (temporada 4), guardaespaldas de Phoebe.
- Ben Wiggins como Roald Walker-Burton (temporada 4), un fotógrafo adinerado que está obsesionado con Kate.
- Alison Pargeter como Dawn Brown (temporada 4), una periodista que persigue al grupo elitista de amigos.

### Invitados
- Lou Taylor Pucci como Benjamin «Benji» Ashby Jr. III (temporada 1), el exnovio hipster inconformista rico y tóxico de Beck.[32]
- Reg Rogers como profesor Paul Leahy (temporada 1), el asesor de posgrado de Beck que tiene un interés sexual en ella.
- Michael Park como Edwin Beck (temporada 1), el padre de Beck.
- Emily Bergl como Nancy Whitesell (temporada 1), la nueva esposa de Edwin y la madrastra de Beck.
- Michael Maize como oficial Nico (temporada 1), un oficial de policía de Greenwich.[15]
- Gerrard Lobo como Raj (temporada 1), un estudiante de medicina y un viejo amigo de Beck y Peach.
- Natalie Paul como Karen Minty (temporada 1), la niñera de Paco y la nueva novia de Joe después de su ruptura con Beck.[33]
- Ryan Andes como Ross (temporada 1), un investigador privado contratado por la familia de Peach para investigar su muerte.
- Steven W. Bailey como Jasper Krenn (temporada 2), un criminal a quien Will le debe dinero.
- Billy Lush como Raphael Passero (temporada 2), padre biológico de Joe.
- Kathy Griffin como ella misma (temporada 2), una elogista en el funeral de Henderson.
- Michael Reilly Burke como Ray Quinn (temporada 2), padre de Love y Forty.
- David Paladino como Alec Grigoryan (temporada 2), un investigador privado contratado por Love para investigar a Candace.
- Haven Everly como Gigi (temporada 2), la prometida de Will.
- Andrew Creer como Milo Warrington (temporada 2), el nuevo novio de Love después de su ruptura con Joe.
- Daniel Durant como James Kennedy (temporada 2), el esposo sordo y fallecido de Love que murió de cáncer. Al final de la tercera temporada, Love confiesa que lo asesinó para evitar que se separara de ella.
- Romy Rosemont como la Detective Ruthie Falco (temporada 3), detective encargada de la búsqueda de Natalie Engler.
- Georgia Leva como la Detective Acacia Kim (temporada 3), detective encargada de la búsqueda de Natalie Engler.
- Adam James como Elliot Tannenberg (temporada 4), el arreglista de la familia Quinn que le da a Joe su nueva identidad.
- Stephen Hagan como Malcom Harding (temporada 4), un profesor en la misma universidad donde trabaja Joe, novio desleal de Kate y amigo de Phoebe.
- Abigail Hardigam como Blue Cahill (temporada 4), artista urbana a la cual Simon le robó sus pinturas.
- Greg Kinnear como Tom Lockwood (temporada 4), un poderoso y astuto magnate, padre de Kate.
- Nava Mau como Marquez, una detective[34]
- Elizabeth Lail como Guinevere Beck, la difunta novia de Joe
- Tati Gabrielle como Marienne Bellamy, un antiguo interés amoroso de Joe[35]
- Robin Lord Taylor como Will Bettleheim, el amigo de Joe que vive en Filipinas
- Kathryn Gallagher como Annika Atwater, una mujer que culpa a Joe de la muerte de su amiga Peach Salinger[36]
- Zach Cherry como Ethan, antiguo empleado de Joe en Mooney's[37]
- Saffron Burrows como Dottie Quinn, madre de Love, la difunta esposa de Joe, y antigua suegra[37]
- Shalita Grant como Sherry Conrad, esposa de Cary, y antigua amiga de Joe y Love de Madre Linda[37]
- Travis Van Winkle como Cary Conrad, marido de Sherry, y antiguo amigo de Joe y Love de Madre Linda[37]
- Luca Padovan como Paco, antiguo vecino de Joe[37]
- Cayleb Long como Clyde Beck, hermano de Beck[37]

| Actor             | Personaje                                       | Temporadas | Temporadas | Temporadas | Temporadas | Temporadas        |
| Actor             | Personaje                                       | 1          | 2          | 3          | 4          | 5                 |
| ----------------- | ----------------------------------------------- | ---------- | ---------- | ---------- | ---------- | ----------------- |
| Penn Badgley      | Joe Goldberg / Will Bettelheim / Jonathan Moore | Principal  | Principal  | Principal  | Principal  | Principal         |
| Elizabeth Lail    | Guinevere Beck †                                | Principal  | Invitada   |            | Invitada   | Recurrente        |
| Luca Padovan      | Paco                                            | Principal  |            |            |            | Invitado Especial |
| Zach Cherry       | Ethan Russell                                   | Principal  |            |            |            | Invitado Especial |
| Shay Mitchell     | Peach Salinger †                                | Principal  |            |            |            |                   |
| Victoria Pedretti | Love Quinn                                      |            | Principal  | Principal  | Invitada   |                   |
| Jenna Ortega      | Ellie Alves                                     |            | Principal  |            |            |                   |
| James Scully      | Forty Quinn †                                   |            | Principal  | Invitado   |            |                   |
| Ambyr Childers    | Candace Stone †                                 | Recurrente | Principal  |            |            |                   |
| Carmela Zumbado   | Delilah Alves †                                 |            | Principal  |            |            |                   |
| Saffron Burrows   | Dottie Quinn                                    |            | Recurrente | Principal  |            | Invitada Especial |
| Tati Gabrielle    | Marienne Bellamy                                |            |            | Principal  | Principal  | Invitada Especial |
| Shalita Grant     | Sherry Conrad                                   |            |            | Principal  |            | Invitada Especial |
| Travis Van Winkle | Cary Conrad                                     |            |            | Principal  |            | Invitado Especial |
| Dylan Arnold      | Theo Engler                                     |            |            | Principal  |            |                   |
| Lukas Gage        | Adam Pratt                                      |            |            |            | Principal  |                   |
| Charlotte Ritchie | Kate Galvin Katherine Lockwood                  |            |            |            | Principal  | Principal         |
| Tilly Keeper      | Lady Phoebe Borehall-Blaxworth                  |            |            |            | Principal  | Invitada Especial |
| Amy-Leigh Hickman | Nadia Farran                                    |            |            |            | Principal  | Recurrente        |
| Ed Speleers       | Rhys Montrose                                   |            |            |            | Principal  |                   |
| Madeline Brewer   | Bronte                                          |            |            |            |            | Principal         |
| Anna Camp         | Reagan Lockwood                                 |            |            |            |            | Principal         |
| Anna Camp         | Maddie Lockwood                                 |            |            |            |            | Principal         |
| Griffin Matthews  | Teddy Lockwood                                  |            |            |            |            | Principal         |

## Episodios
| Temporada | Temporada | Episodios | Episodios          | Lanzamiento original    | Lanzamiento original    | Lanzamiento original |
| Temporada | Temporada | Episodios | Episodios          | Primera emisión         | Última emisión          | Cadena               |
| --------- | --------- | --------- | ------------------ | ----------------------- | ----------------------- | -------------------- |
|           | 1         | 10        | 10                 | 9 de septiembre de 2018 | 11 de noviembre de 2018 | Lifetime             |
|           | 2         | 10        | 10                 | 26 de diciembre de 2019 | 26 de diciembre de 2019 | Netflix              |
|           | 3         | 10        | 10                 | 15 de octubre de 2021   | 15 de octubre de 2021   | Netflix              |
|           | 4         | 10        | 5                  | 9 de febrero de 2023    | 9 de febrero de 2023    | Netflix              |
| 5         | 4         | 10        | 9 de marzo de 2023 | 9 de marzo de 2023      |                         | Netflix              |
|           | 5         | 10        | 10                 | 24 de abril de 2025     | 24 de abril de 2025     | Netflix              |

## Producción

### Desarrollo
En febrero de 2015, se anunció que Greg Berlanti y Sera Gamble desarrollarían una serie basada en el libro de Caroline Kepnes: You con Berlanti y Gamble como guionistas, y Berlanti como director piloto. Inicialmente, Berlanti y Gamble propusieron el programa a Showtime, pero no tuvieron éxito en sus intentos. Además, ambos creadores también habían propuesto originalmente la serie a Netflix, pero fueron rechazados dos veces, antes de que la jefa de originales internacionales no ingleses de Netflix, Bela Bajaria se uniera a la compañía. Dos años después, se anunció que Lifetime compró la serie y la puso en desarrollo acelerado.
En abril de 2017, Lifetime le dio una orden directa a serie de 10 episodios. El 26 de julio de 2018, antes del estreno de la serie, Lifetime anunció que la serie había sido renovada para una segunda temporada. El 3 de diciembre de 2018, se confirmó que Lifetime había cancelado la serie y que Netflix la recogió antes del lanzamiento de la segunda temporada.
En noviembre de 2018, Gamble confirmó que, al igual que Hidden Bodies, la novela secuela de You, el escenario de la serie se mudaría a Los Ángeles para la segunda temporada.
En marzo de 2019, Berlanti discutió en una entrevista de panel sobre los desafíos de encontrar la plataforma adecuada para la serie. Hablando en una conferencia, declaró que «propusimos a You y de todos los lugares lo vendimos a Showtime, pero... una vez que leyeron el guion, fueron realmente geniales al decir: 'Puedes llevarlo a otro lado'...». Después de ser rechazada por la cadena, propusieron la serie a Lifetime, quien «quería hacerla, y la filmamos, y debido a su ciclo de lanzamiento, permaneció en el bote durante dos años y medio. Luego finalmente comenzaron a emitirla, y no funcionó muy bien». Aunque Lifetime renegó de su oferta de renovación inicial para una segunda temporada a fines de 2018, Berlanti recordó que fue a las oficinas de los ejecutivos de la cadena para pedirles que cambien de opinión y les dijo: «Todavía creo que va a funcionar, sigo pensando funcionará, tal vez un episodio más, tal vez si la gente tiene la oportunidad de ver cinco episodios más». Más tarde, se sintió aliviado por la noticia de la garantía de Netflix de comprometerse a una segunda temporada después de que Lifetime cancelara la serie.
Después de los informes de Netflix sobre el considerable éxito que You obtuvo después de que estuviera disponible para el streaming en su plataforma, Penn Badgley escribió en una respuesta por correo electrónico a The Washington Post que decía: «Estamos agradecidos con Lifetime por ser la puerta de entrada para que el programa se realice. No podríamos haber hecho el programa sin ellos, por lo que puedo decir. No hay ningún sentimiento de desconcierto de que el programa haya tenido una reacción mientras estaba en Lifetime y otra cuando fue a Netflix. La diferencia en la audiencia es obvia, y es indicativa de muchas cosas diferentes, entre las cuales se encuentra la forma en que los jóvenes consumen medios».

### Casting

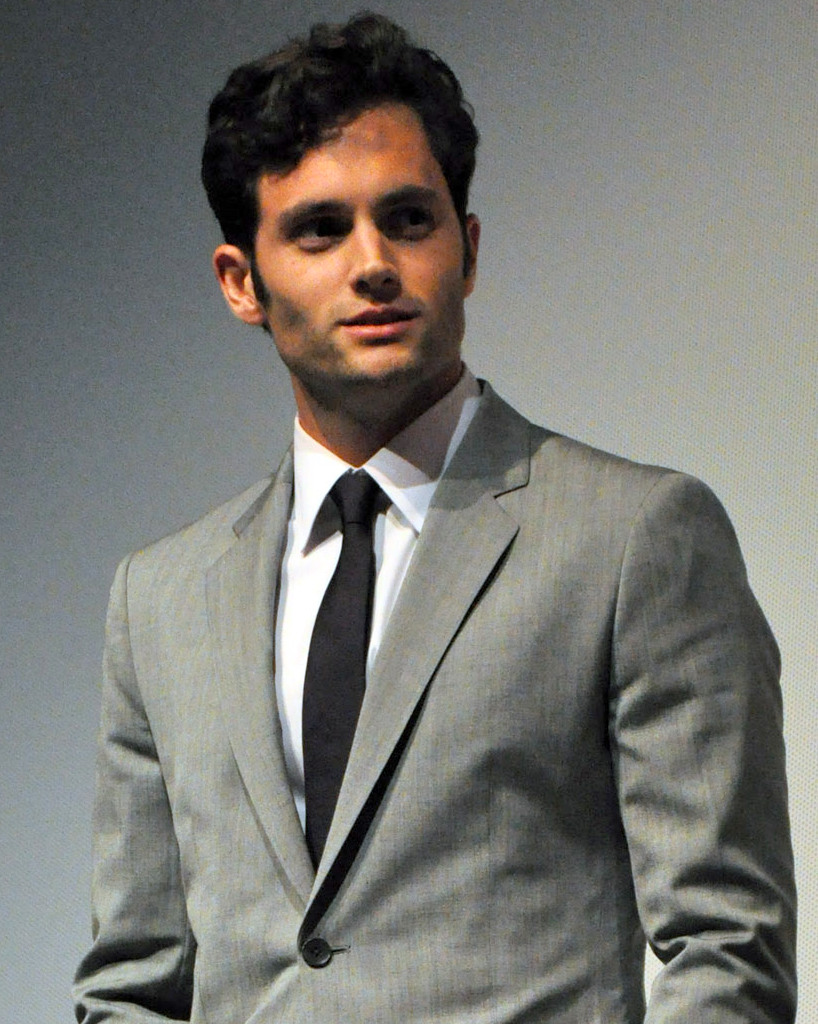
Penn Badgley interpreta al protagonista de la serie Joe Goldberg.

En junio de 2017, Penn Badgley fue elegido como Joe Goldberg, el personaje principal. En julio de 2017, Elizabeth Lail fue elegida Guinevere Beck, así como Luca Padovan como el vecino de Joe, Paco, y Zach Cherry, como Ethan, un librero que trabaja con Joe. En agosto de 2017, Shay Mitchell fue elegida como Peach Salinger, la mejor amiga rica de Beck. En septiembre de 2017, Hari Nef fue elegida para desempeñar el papel recurrente de Blythe, una compañera talentosa y competitiva en el programa MFA de Beck. Unos días después, se anunció que Daniel Cosgrove había sido elegido para el papel recurrente de Ron, un oficial de libertad condicional. En octubre de 2017, Michael Maize y Ambyr Childers fueron elegidos en los papeles recurrentes del oficial Nico y Candace, respectivamente. En noviembre de 2017, se anunció que John Stamos recurriría como el Dr. Nicky, terapeuta de Beck.
El 30 de enero de 2019, se anunció que Victoria Pedretti había sido elegida para el papel principal de Love Quinn en la segunda temporada. El 31 de enero de 2019, James Scully fue elegido para un papel principal como Forty Quinn, el hermano de Love; y también Jenna Ortega como Ellie Alves. El 1 de febrero de 2019, Deadline Hollywood informó que Ambyr Childers había sido ascendida a un papel principal en la serie para la segunda temporada. El 6 de febrero de 2019, Adwin Brown fue elegido para el papel recurrente de Calvin. El 15 de febrero de 2019, Robin Lord Taylor fue elegido para el papel recurrente de Will. El 21 de febrero de 2019, Carmela Zumbado fue elegida para un papel principal como Delilah Alves. El 4 de marzo de 2019, Marielle Scott había sido elegida para el papel recurrente de Lucy. El 5 de marzo de 2019, Chris D’Elia fue elegido para el papel recurrente de Henderson. El 26 de marzo de 2019, Charlie Barnett fue elegido para el papel recurrente de Gabe. El 4 de abril de 2019, Melanie Field y Magda Apanowicz fueron elegidas en papeles recurrentes como Sunrise y Sandy, respectivamente. El 4 de junio de 2019, Danny Vasquez había sido elegido para un papel recurrente. El 24 de junio de 2019, se confirmó que John Stamos repetiría su papel como el Dr. Nicky. El 17 de octubre de 2019, Elizabeth Lail confirmó en una entrevista que volvería a interpretar su papel de Guinevere Beck en una aparición como invitada.

### Filmación
La primera temporada de You se filmó en la ciudad de Nueva York y terminó el 19 de diciembre de 2017. Para la segunda temporada, la serie trasladó su producción a California para aprovechar los incentivos fiscales proporcionados por la Comisión de Cine de California bajo su iniciativa «Programa 2.0». La filmación de la segunda temporada tuvo lugar en Los Ángeles, California, desde febrero de 2019 hasta junio de 2019.

### Aspectos técnicos
Lee Toland Krieger y David Lanzenberg fueron acreditados como director y director de fotografía para los dos primeros episodios, respectivamente. Desde entonces, la serie ha tenido varios cinematógrafos y directores. Krieger y Lanzenberg se inspiraron en las obras del director de fotografía Darius Khondji en películas como Midnight in Paris de Woody Allen y Seven de David Fincher. Como parte de la creación del aspecto llamativo de la serie, ejecutaron varias tomas de plataforma y usaron lentes anamórficos para evocar un nivel de voyeurismo surrealista, exigiendo al espectador su participación en las manifestaciones románticas de la cosmovisión de Joe. Krieger afirmó que para vender el personaje de Joe a la audiencia, necesitaba crearle a You un cierto aspecto visual y humor, ligeramente diferente, poco convencional y acentuado que la paleta de colores y el tono estándar para los suspensos contemporáneos. Dijo que «quería algo que se sintiera como una gran historia de amor de Nueva York, solo con un protagonista muy perturbado», y agregó que «El programa comienza con estas deliciosas tomas en cámara lenta. Hay ese resplandor ámbar. No parece suspenso».

## Lanzamiento
El tráiler oficial de You fue lanzado el 10 de abril de 2018 por Lifetime. Se estrenó en Lifetime en los Estados Unidos el 9 de septiembre de 2018. En mayo de 2018, se anunció que Netflix adquirió los derechos exclusivos de transmisión internacional de You, haciéndolo disponible como una serie original en la plataforma. El 3 de diciembre de 2018, se anunció que Lifetime había cancelado la segunda temporada y que la serie se trasladaría a Netflix como una serie original global de Netflix. La primera temporada estuvo disponible para el streaming en Netflix en todo el mundo el 26 de diciembre de 2018. El 5 de diciembre de 2019, Netflix lanzó un avance de la segunda temporada. El 16 de diciembre de 2019, se lanzó el tráiler oficial de la segunda temporada. La segunda temporada se estrenó el 26 de diciembre de 2019 en Netflix en todo el mundo. El 30 de agosto de 2021, Netflix anunció que la tercera temporada se estrenará el 15 de octubre de 2021.

### Marketing
Durante el estreno original en Lifetime el 9 de septiembre de 2018, el elenco principal, Penn Badgley, Elizabeth Lail y Shay Mitchell, así como la creadora del programa, Sera Gamble y la autora del libro original, Caroline Kepnes, se sentaron con BUILD Series, un programa de entrevistas de YouTube destinado a promover nuevos programas y películas interesantes.
Antes del estreno del programa, Badgley mencionó su desinterés por interpretar al personaje de Joe Goldberg en una entrevista con Entertainment Weekly, diciendo que «No quería hacerlo, era demasiado. Estaba en conflicto con la naturaleza del papel. Si se trata de una historia de amor, ¿qué está diciendo? No es un programa promedio; es un experimento social». Sin embargo, estaba fuertemente convencido por el guion y el comentario social alrededor de la serie, y agregó que «lo que fue clave en que yo quisiera saltar a bordo fueron mis conversaciones con Greg Berlanti y Sera Gamble, los creadores, y la comprensión de la humanidad de Joe. Sabía que estaría en conflicto sobre el papel desde el primer día hasta el último día, y por eso pensaron que sería bueno para eso, es que no estoy mentalizado para interpretar a alguien de esta naturaleza». Transmitiendo pensamientos similares en una entrevista con GQ, Badgley volvió a plantear su preocupación por interpretar a Joe, señalando que primero estaba preocupado por el papel, pero luego cambió de opinión y expresó que «nadie en ninguna posición de autoridad podría tratar de actuar como si no supiéramos que el sexo y el asesinato venden, pero ¿cómo puede funcionar de una manera diferente que no hemos visto? Ahí es donde creo que este programa hace algo que ninguno de nosotros podría haber dicho con certeza que podríamos clavar. Pudo haber sido realmente irresponsable. Podría haberse caído y haber sido como, wow». En otra entrevista en el panel de 2019 de The Contenders Emmys, Badgley mencionó que su personaje era «el héroe de su propia historia... cada asesino en serie lo es», pero agregó que Joe es «en última instancia, la palabra que viene a la mente es insalvable». El actor destacó que, sin embargo, hay una aparente afinidad con el personaje de Joe, es algo así como un «test de Rorschach para nosotros», y agregó que «estamos fallando...».
Varios críticos elogiaron la serie, complementando su tono misterioso y su enfoque aterrador de los temas de violencia y acecho, que recuerdan a las películas y series de suspenso contemporáneas como Dexter, Gone Girl y American Psycho. Ciertos revisores destacan que You proporciona una visión atractiva pero inquietante de la mente y el perfil de un psicópata, que manipula con encanto su camino a través de su carisma de antihéroe, sus motivos y su sentido retorcido de moralidad, para convencer a la audiencia de «simpatizar con un acosador» y «asesino en serie».
El marketing de la serie utilizó la polémica en torno al movimiento #MeToo para llamar la atención sobre el inicio del programa. Se ha dicho que You fue «hecho a medida para la Era #MeToo». Una de las creadoras del programa, Sera Gamble, comentó sobre esta época al destacar que en la cultura contemporánea, se presta atención casi unánime a la perspectiva del hombre y su historia, por lo que, naturalmente, se coloca a través de la lente de un héroe. Ella declaró: «Estamos centrados en su historia, su triunfo, su caída, su arco de redención... Así que dudo que el programa cambie la forma en que pensamos acerca de los hombres y nuestra cultura, pero estoy feliz de ser parte de la conversación».

### Influencia cultural
Una vez que la primera temporada estuvo disponible para streaming en Netflix, la popularidad de la serie aumentó dramáticamente con un estimado de 40 millones de personas que la vieron en su primer mes en la plataforma, empequeñeciendo su audiencia de Lifetime. La serie más tarde se convirtió en el tema de numerosas discusiones y debates en línea en torno a la romantización del asesino en serie y el protagonista acosador en cuestión. Según muchos reporteros y críticos, se expresaron preocupaciones con respecto a los espectadores que se identificaron positivamente y se conectaron con el personaje de Penn Badgley en múltiples plataformas de redes sociales, a pesar de los actos transgresores que el protagonista mostró y cometió durante el transcurso de la temporada. Entre los televidentes que tuvieron una afinidad con Joe estaba la actriz de Stranger Things Millie Bobby Brown. Brown recurrió a las redes sociales, compartiendo sus pensamientos iniciales en un video minimizando los actos cuestionables de Joe, pero posteriormente cambió su posición sobre el asunto después de ver la totalidad de la primera temporada.
Después de que Badgley recibió tuits de varios fanáticos y espectadores de la serie, aparentemente glorificando los comportamientos violentos de Joe en el proceso, el actor respondió con respuestas irónicas en Twitter e Instagram, al denotar la importancia de no romantizar las acciones de un asesino psicópata. En respuesta a las crecientes preocupaciones de los espectadores que romantizan los comportamientos viciosos de Joe, Elizabeth Lail transmitió sus pensamientos sobre la conversación en una entrevista con Image. Lail expresó sus inquietudes alarmantes sobre las reacciones e impresiones de la audiencia inicialmente, pero luego explicó que «Creo que estamos programados de esa manera. Yo misma incluida. Con todas las comedias románticas y cuentos de hadas que hemos leído, estamos programados para apoyar el héroe a toda costa, desafortunadamente. Y así, mi esperanza es que estas mujeres se den cuenta de eso dentro de sí mismas y se pregunten, 'oh Dios, ¿por qué amo a este hombre terrible? Espero que lo reconozcan como un sesgo inconsciente (que está dentro de la mayoría de nosotras) y que trabajen activamente contra él».
Victoria Pedretti, la actriz principal de la segunda temporada, respondió en un comentario sobre la fuerte alineación de la audiencia con la perspectiva del protagonista del programa. En una entrevista con Variety, Pedretti declaró que, aunque es consciente del fenómeno detrás de las reacciones y preocupaciones después de que la serie obtuvo un seguimiento notable, ella notó que está alimentando la conversación, citando que «habla sobre el tipo de horrores de ser una persona joven en internet hoy en día. Este tipo de cosas afectan a todos, pero obviamente eso es en lo que se enfoca el programa. Y creo que realmente ha sido una señal de advertencia para algunas personas; conozco personas que han cambiado sus contraseñas y han vuelto a maniobrar su relación con las redes sociales debido al programa, realmente pensando en cuánto estamos poniendo nuestras vidas privadas en manos del público. Y porque creo que es una forma muy inteligente de hablar de este tropo que tanto hemos idealizado, esta idea de este hombre que interpreta Penn. Conocemos a estas personas, y son muy difíciles de extraer porque se ven a sí mismas, y nosotros los vemos, como los chicos buenos».

## Recepción

### Visualización
El 17 de enero de 2019, Netflix anunció que la serie estaba en camino de ser vista por más de 40 millones de espectadores dentro de su primer mes de lanzamiento en la plataforma de streaming.  El 13 de diciembre de 2019, Netflix anunció que la primera temporada había sido vista por más de 43 millones de espectadores desde su lanzamiento en el servicio.

### Recepción crítica
En el sitio web agregador de reseñas Rotten Tomatoes, la primera temporada tiene un índice de aprobación del 93% con 56 reseñas, con una calificación promedio de 6.97/10. El consenso de la página web dice: «You combina el emocionante drama con la diversión basura para crear una adictiva historia de horror en las redes sociales que se abre camino debajo de la piel y se queda ahí». Metacritic, que utiliza un promedio ponderado, asignó a la temporada una puntuación de 74 sobre 100 con base en 29 críticos, lo que indica revisiones «generalmente favorables».
En Rotten Tomatoes, la segunda temporada tiene una calificación de aprobación del 93% con una calificación promedio de 8.09/10 basada en 30 reseñas. El consenso crítico del sitio web dice: «El acosador en serie perversamente entrañable de Penn Badgley sigue buscando amor en todos los lugares equivocados durante una segunda temporada que mantiene la tensión subversiva al tiempo que agrega algunas variaciones bienvenidas en la fórmula de la serie». En Metacritic, la segunda temporada tiene un puntaje promedio ponderado de 73 de 100, basado en 13 críticas, lo que indica «revisiones generalmente favorables».

### Reconocimientos
| Año  | Premiación                 | Categoría                                     | Nominado(s)                                                       | Resultado | Ref.    |
| ---- | -------------------------- | --------------------------------------------- | ----------------------------------------------------------------- | --------- | ------- |
| 2019 | Premios Saturn             | Mejor serie de terror y suspenso en streaming | You                                                               | Nominado  | [ 112 ] |
| 2019 | Premios Saturn             | Mejor actor en una presentación en streaming  | Penn Badgley                                                      | Nominado  | [ 112 ] |
| 2019 | Premios Saturn             | Mejor actriz en una presentación en streaming | Elizabeth Lail                                                    | Nominada  | [ 112 ] |
| 2020 | Casting Society of America | Television Pilot & First Season – Drama       | David H. Rapaport, Lyndsey Baldasare, Beth Bowling and Kim Miscia | Nominado  | [ 113 ] |

## Versión para el hogar
La primera temporada se lanzó en DVD como un título de fabricación a pedido por Warner Archive Collection el 14 de enero de 2020.